# Guerres romano-otomanes
Les guerres romano-otomanes foren una sèrie de conflictes bèl·lics entre els turcs otomans i l'Imperi Romà d'Orient que conduïren a la destrucció final de l'Imperi Romà d'Orient i l'ascens de l'Imperi Otomà.

## Antecedents
Després de la caiguda de Constantinoble el 1204 a mans dels croats durant la Quarta Croada, l'Imperi Romà d'Orient restà dividit i en el caos; aprofitant la situació, el Soldanat de Rum començà a ocupar els territoris romans de l'Àsia Menor. L'Imperi de Nicea, els més poderós dels estats grecs successors de l'Imperi Romà, pogué aturar la invasió turca i reconquerir Constantinoble el 1261 restablint l'Imperi Romà. Tanmateix, la posició de l'Imperi al continent europeu romania incerta a causa de la presència dels altres estats grecs que es resistien a reintegrar-se a l'Imperi restaurat, destacant per sobre de tots el Despotat de l'Epir, i també va haver de fer front als emergents Regne de Sèrbia i al Segon Imperi Búlgar, centrant la seua atenció a Europa i traslladant gran nombre de tropes des de l'Àsia Menor, on continuava existint l'Imperi de Trebisonda que va romandre independent fins a la conquesta otomana.

## Ascens de l'Imperi Otomà

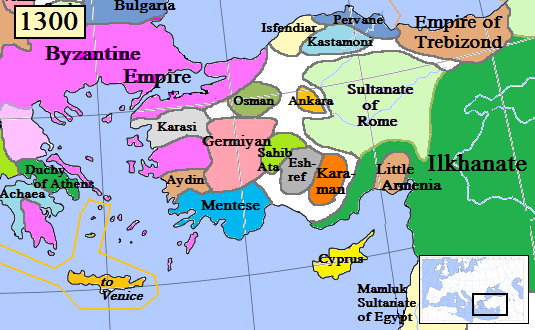
Anatòlia als voltants de 1300

El Soldanat de Rum es debilità progressivament i el 1243, els exèrcits seljúcides foren derrotats pels mongols en la batalla de Köse Dağ i el poder de l'imperi es desintegrà lentament. Els beilicats d'Anatòlia, petits emirats turcs d'Anatòlia vassalls del soldanat començaren a independitzar-se i a expandir-se cap a l'oest d'Anatòlia i lluitar contra l'Imperi Romà d'Orient o entre si. La base dels turcs otomans a Söğüt era propícia, ja que a l'est l'opulent Imperi Romà d'Orient començava a decaure i a l'oest els estats musulmans eren delmats per les invasions mongoles. El 1281 el cabdillatge de la tribu recaigué en Osman I, que es va centrar en l'expansió a Bitínia a costa dels romans d'Orient i cap al 1286 va avançar cap a Kulacahisar al capdavant d'una força militar de tres-cents i va aconseguir conquerir-lo estenent els seus dominis cap al nord cap a la proximitat del llac İznik, provocant la reacció del governador de Kulacahisar i el governador de Karacahisar, sent derrotats pels otomans entre Bilecik i İnegöl en 1288. Osman va fer de la seva nova ciutat una base de les seves campanyes militars contra els romans d'Orient, i poc després va assaltar i saquejar els petits emirats amb seu als forts de Göynük i Yenice Taraklı al camí de Nicea. El 1290 s'independitzà del domini mongol i el 1299 es proclamà soldà i convertí Söğüt en capital de l'Imperi Otomà tallant les comunicacions terrestres entre Bursa, Nicea i Constantinoble, permetent als otomans assetjar infructuosament Nicea el 1301.
El 27 de juliol del 1302, després d'infligir una contundent derrota a l'exèrcit romà d'Orient del fill d'Andrònic, Miquel IX, i del general romà d'Orient Jordi Muzaló es va produir a Magnèsia i en la batalla de Bafeu, en les proximitats de Nicea, Osman va començar a situar les seves forces a la frontera amb l'Imperi Ortodox. Les zones frontereres van ser poblades per grans nombres d'emigrants, liderats per guerrers ghazi (lluitadors de l'islam) i erudits musulmans. Osman va dividir les terres conquerides entre els seus familiars i líders de l'exèrcit establint l'hegemonia islàmica i acabant l'era romana d'Orient a les seves noves àrees, donant Eskişehir al seu germà Gündüz bey, Karacahisar al seu fill Orhan, Yarhisar a Hasan Alp i İnegöl a Turgut Alp.
Andrònic no va poder enfrontar-se als otomans en una batalla oberta i va intentar una aliança amb l'Il-kanat de Pèrsia, que controlava el centre i l'est d'Anatòlia. Però Mahmud Ghazan després de la invasió de 1299 on l'exèrcit del Soldanat Mameluc va patir una derrota massiva en la batalla de Wadi al-Khazandar prop de Ḥimṣ els mamelucs es preparaven per la revenja i el 20 d'abril de 1303 en la batalla de Marj as-Suffar els mamelucs van guanyar un victòria decisiva que va tenir un gran cost a Ghazan i va deteriorar la seva salut, fins que va morir el 17 maig 1304 eliminant qualsevol esperança d'una aliança romano-mongola i va permetre als otomans continuar amb les seves conquestes.
Andrònic va tornar a intentar donar un cop decisiu als turcs, contractant la Gran Companyia Catalana liderada per Roger de Flor, que entre la primavera i l'estiu de 1303 va aconseguir aixecar el setge de Filadelfia del beilicat dels germiyànides després de la batalla d'Àulax, provocant una gran destrucció del paisatge anatolià. Un cop més aquests guanys es van veure frustrats per qüestions internes. Roger de Flor va ser assassinat i, en venjança, la seva companyia va començar a saquejar el camp d'Anatòlia. Quan finalment van marxar el 1307 per atacar la Tràcia romana d'Orient els otomans van començar a bloquejar fortaleses clau a Àsia Menor aprofitant les nombroses divisions entre els seus oponents, i davant la creixent influència osmanli i islàmica, els romans d'Orient van anar abandonant les planes d'Anatòlia i es concentraren a les poblacions costaneres. Osman I ràpidament esdevingué suficientment poderós per rivalitzar amb el beilicat de Karaman-oğhlu, que fins aleshores havia estat el més poderós. Osman continuà el seu avanç i l'Imperi no va poder fer-li front i es va sentir lliure d'expandir-se a costa dels romans d'Orient, al mateix temps que el Soldanat de Rum s'anava debilitant lentament, i quan Masud III va morir el 1308 els Beilicats d'Anatòlia van emergir com a estats independents.
La Guerra civil romana d'Orient del 1321-1328 esclatà per la decisió d'Andrònic d'apartar el seu net Andrònic de la línia successòria després que el seu comportament decadent i els seus amics de la noblesa acabés amb la mort accidental del seu germà Manuel i, com a resultat, la mort de pena del seu pare Miquel. El jove es negà a acceptar aquest decret i juntament amb els seus partidaris s'alçà en rebel·lió contra el seu avi i l'esclat del conflicte obligà Andrònic II a avortar la campanya que preparava contra la Gran Companyia Catalana dels almogàvers establerts a Atenes. Després de set anys de guerra intermitent, aconseguí arrabassar-li el tron al seu avi, però els autèntics guanyadors foren les potències veïnes, car l'Imperi Romà d'Orient sortí molt afeblit del conflicte.

## Contraatac romà

Anatòlia als voltants de 1330

El regnat d'Andrònic III Paleòleg fou l'últim intent genuí i prometedor de l'Imperi Romà d'Orient de restaurar «la glòria que va ser Roma». El 1329, les tropes romanes d'Orient van ser enviades per trobar-se amb les forces otomanes que havien estat bloquejant, i de fet assetjant Nicea des de 1301. La Campanya de la Gran Companyia Catalana a Anatòlia i les defenses de Nicea havien frustrat els intents dels otomans de prendre qualsevol ciutat, però després que l'exèrcit de socors romà va ser derrotat en la batalla de Pelecà el 10 de juny de 1329, l'any 1331, Nicea es va rendir, suposant un cop massiu tenint en compte que era la capital de l'Imperi 70 anys abans.
El 1329, els romans d'Orient van capturar Quios a Martí Zacaries. El poder militar dels romans d'Orient es va esgotar i Andrònic III es va veure obligat a negociar la seguretat dels assentaments romans restants a l'Àsia Menor pagant tribut als otomans, però això no va impedir que els otomans establissin el setge de Nicomèdia el 1333 fins que la ciutat va caure finalment el 1337. Andrònic III a Grècia va recuperar Tessàlia entre 1332 i 1333 a la mort d'Esteve Gabrielopul el 1335 Lesbos, que havia caigut en mans de Domenico Cattaneo en 1333, senyor genovès de Focea, i el Despotat de l'Epir entre 1337 i 1338. La capacitat militar romana d'Orient es veuria encara més afeblida per les expansions sèrbies a les recents adquisicions d'Andrònic III a l'Epir i finalment per una guerra civil devastadora que sotmetria l'Imperi Romà d'Orient com a vassall dels otomans.

## Invasió dels balcans i guerra civil
Andrònic III Paleòleg va morir el 1341 deixant el seu fill de 10 anys Joan V Paleòleg deixant encarregada la regència al seu amic Joan VI Cantacuzè, però al cap d'uns dos mesos fou apartat del poder per una conspiració encapçalada per Joana de Savoia, la mare de Joan V Paleòleg, el patriarca Joan Calecas i el duc Aleix Apocauc. Joan Cantacuzè es va establir a Demòtica, des d'on es va revoltar el març del 1342 agafant el títol de coemperador el 21 de març del 1342 i fou coronat solemnement junt amb la seva dona Irene, a Adrianòpolis, pel patriarca Llàtzer de Jerusalem. Va demanar ajut al rei Esteve Dušan de Sèrbia i va formalitzar aliança amb Umur Bey príncep d'Aidin. Anna de Savoia es va aliar amb Bulgària i va fer portar les joies de la corona a Venècia per empenyorar-les i obtenir diners per pagar un exèrcit. Mentre Joan era a Sèrbia i la seva dona a Demòtica, Umur Bey va desembarcar a Grècia amb una flota de 380 vaixells i un exèrcit de 28.000 homes, es va establir a Demòtica (Didymoticum) i va avançar en direcció a Sèrbia però un dur hivern el va obligar a retornar sense haver pogut trobar-se amb Cantacuzè. El 1343 Umur i Cantacuzè es van veure a Clopa, a prop de Tessalònica i van organitzar les operacions contra Apocauc. Grècia i Tràcia foren assolades, però Umur Bey fou subornat per Apocauc i es va retirar. Cantacuzè va trobar un nou aliat en Orkhan, soldà dels turcs osmanlis (després otomans) al qui va donar en matrimoni a la seva filla Teodora. Durant cinc anys la guerra civil va devastar Grècia fins que el 1346 Cantacuzè ja era el més poderós i va fer una mena de reconciliació amb Anna de Savoia, avançant fins a Constantinoble reforçat amb un cos de mercenaris llatins. El gener del 1347 va entrar a la capital sense resistència (les portes foren obertes pel capità italià Facciolati, (un quinta columnista) i Apocauc va morir en els tumults que van seguir.

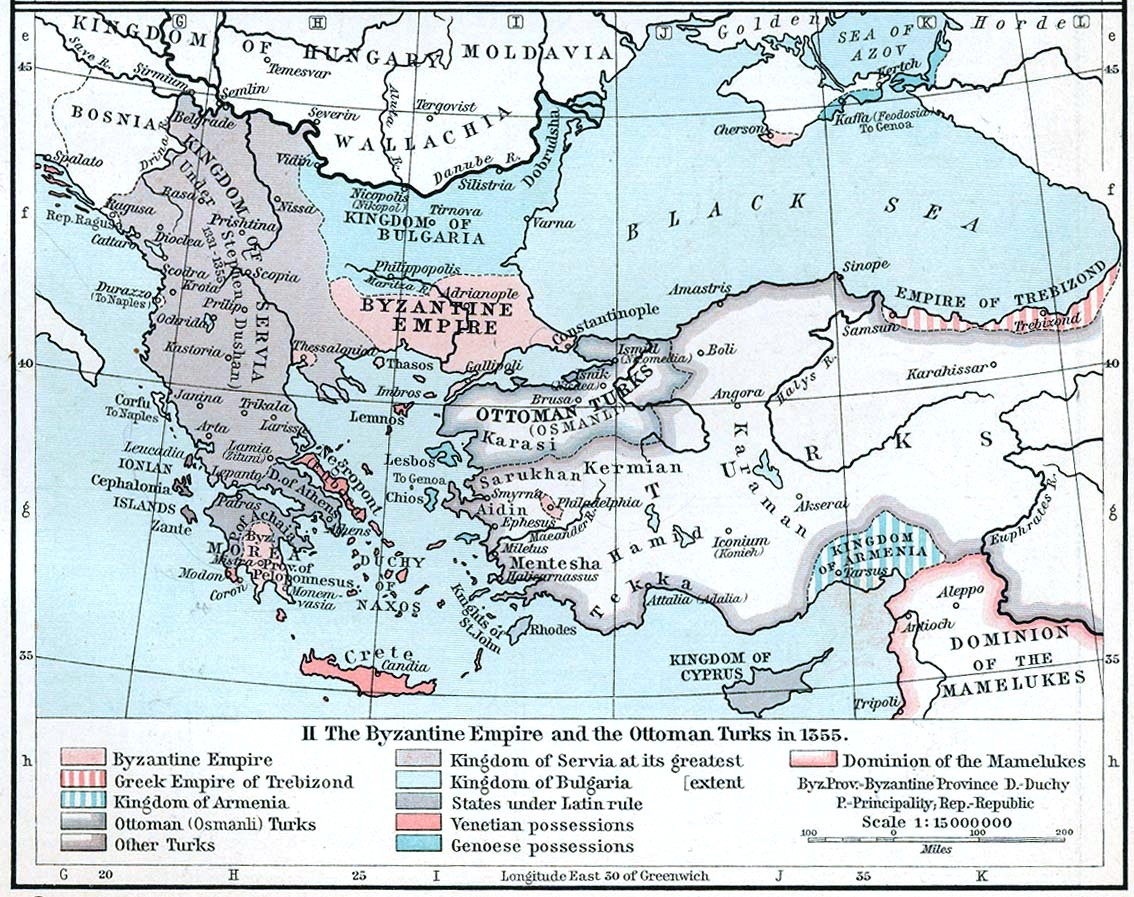
Els Balcans i Anatòlia cap al 1355. l'Imperi Romà d'Orient havia perdut les seves ciutats a l'Àsia Menor, Macedònia i l'Epir foren conquerits per Sèrbia i l'Imperi Otomà es consolidava a Bitínia

Gal·lípoli es va convertir en cap de pont a Europa el 1354, i després del final de la guerra civil entre Joan VI Cantacuzè i Joan V Paleòleg va arribar una petita pausa en els combats entre otomans i romans, però el 1361 Demòtica va caure en mans turques. Murad I estava preocupat per Anatòlia i va deixar la presa del territori romà als seus vassalls, i Filipòpolis va caure després d'una important campanya entre 1363-1364 i Adrianòpolis el 1369.

## Guerra civil romana d'Orient i vassallatge
L'Imperi Romà d'Orient no estava en condicions de llançar un contraatac o defensar-se i els otomans havien tornat summament poderosos. Murad va aixafar als serbis en 1371 en la batalla del riu Maritsa i els otomans es disposaren a conquerir Constantinoble. Joan V Paleòleg va demanar suport militar al papa, però no va rebre cap ajuda i es va arribar a un acord pel qual Constantinoble proporcionaria als otomans tribut regular en tropes i diners a canvi de seguretat. Els otomans havien guanyat guerra i l'Imperi Romà es reduïa a uns quants assentaments a més de Constantinoble i es va veure obligat a reconèixer la seva condició de vassall al sultà otomà. Aquest vassallatge va continuar fins al 1394. Mentre Constantinoble havia estat neutralitzada, els poders cristians dels voltants encara eren una amenaça per als otomans i l'Àsia Menor no estava sota el control otomà complet. Filadelfia era l'últim assentament independent cristià grec de l'oest de l'Àsia Menor i el 1378 Manuel II Paleòleg va prometre lliurar-la als turcs a canvi de l'ajuda del sultà otomà en una nova guerra civil romana, però els ciutadans de Filadelfia es van negar a rendir-se i en 1390 Baiazet I va convocar els líders de la guerra civil Manuel II Paleòleg i Joan VII Paleòleg ordenant que s'incorporessin a les forces assetjadores, fins que va ser presa la ciutat per part dels turcs.

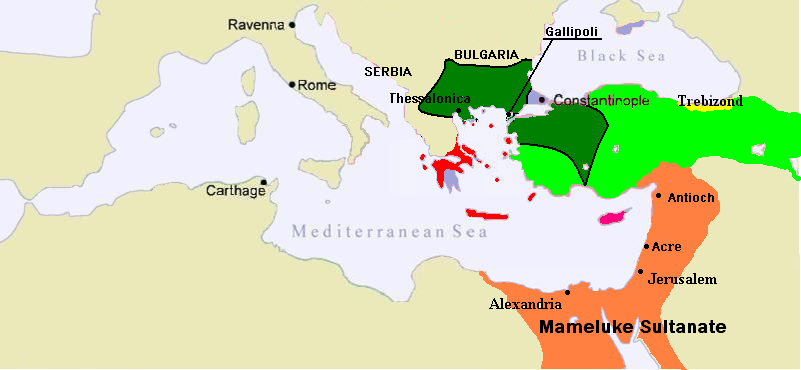
Mapa de l'Orient Mitjà c.1389. L'Imperi Romà (porpra) consisteix en poc més que Constantinoble. Després de l'ocupació de Gal·lípoli, els otomans (verd fosc) es van estendre ràpidament pels Balcans, annexant-se les parts del sud de Sèrbia al nord-oest i donant-los un gran avantatge sobre els seus rivals turcs (verds) a Anatòlia.

Els otomans van continuar la seva empenta als Balcans i el 1385 Sofia va ser capturada als búlgars i Niš va ser presa l'any següent. Altres estats més petits van ser sotmesos com a vassalls, inclosos els serbis quan la seva resistència va ser aixafada en la batalla de Kosovo Polje el 1389. El 4 d'abril del 1390, després d'un setge de 32 dies a Constantinoble, Manuel II Paleòleg va assumir el poder de l'Imperi Romà d'Orient sense violència, ja que no va trobar Joan V per enlloc. Gran part de Bulgària va ser presa el 1393 per Baiazet I i el 1396 l'últim bastió de la independència búlgara va ser esborrat quan va caure Vidin.

## Reinici de les hostilitats
El 1394, les relacions entre els romans d'Orient i els otomans van empitjorar i la guerra entre ambdós es va reprendre quan el sultà otomà Baiazet I va ordenar l'execució de Manuel II Paleòleg, després que l'emperador intentés reconciliar-se amb el seu nebot Joan VII Paleòleg. El sultà otomà després va canviar la seva decisió i va exigir que s'establís una mesquita i una colònia turca a Constantinoble. Manuel II no només ho va rebutjar, sinó que també es va negar a pagar tribut al sultà i va arribar a ignorar els missatges del sultà, la qual cosa va portar al setge de Constantinoble el 1394. Manuel II va demanar una croada, que va arribar el 1396 dirigida per Segimon, el futur emperador del Sacre Germànic la croada va ser aixafada a Nicòpolis el 1396.
La derrota a Nicòpolis va convèncer Manuel d'anar a Europa occidental per demanar ajuda mentre Joan, amb qui s'havia reconciliat, liderava la defensa de la ciutat contra els otomans. Quan Tamerlà del Kanat de Txagatai es va dirigir a Anatòlia, Baiazet I va aixecar el setge per enfrontar-se en la batalla d'Ankara, en la qual les forces de Tamerlà van derrotar a les forces de Baiazet, que fou capturat. Els fills de Baiazet que van quedar vius després de la batalla es repartiren, les regions romanents de l'imperi. El major, Süleyman Çelebi, governava el nord de Grècia, Bulgària i Tràcia, Isa Çelebi governava Grècia i la part més occidental d'Anatòlia, i Mehmet Çelebi va formar un regne a Amasya i van començar a lluitar entre ells.
El 1404 Isa va ser enderrocat per Mehmet i expulsat de la seva capital a Bursa i es va haver de retirar a Tokat. Süleyman va aprofitar l'ocasió per apoderar-se també del sud de Grècia, mentre Mehmet regia Anatòlia. Tamerlà va morir el 1405 i Mehmet va enviar al seu germà petit Musa a travessar el mar Negre amb un gran exèrcit a Rumèlia acceptant la invitació de Mircea I, arribant a Valàquia el 1406 i obligant a Suleyman a sortir de Bursa per anar a combatre a Rumèlia. Musa va vèncer a Süleyman a Bulgària en la batalla de Yanbolu el 1410, i es va veure forçat a retirar-se al sud de Grècia. Musa es va proclamar llavors sultà. Mehmed va enfurir, i va enviar un petit exèrcit a Gal·lípoli, on va ser derrotat. Davant aquesta circumstància, Mehmet es va aliar amb Manuel II Paleòleg, que pel tractat de Gal·lípoli signat amb Süleyman van poder recuperar Tessalònica i bona part del Peloponès, i tres anys més tard va enviar un exèrcit que va derrotar completament a Musa a Kamerlu, Sèrbia. Després d'aquesta victòria, va ser fàcil per Mehmed enderrocar al seu últim germà que estava a Grècia, i convertir-se en sultà.
Amb l'adveniment de Murad II, Joan VIII Paleòleg va incitar a una rebel·lió a l'Imperi Otomà donant suport a Mustafà Çelebi, pretendent al sultanat des del 1402 que afirmava ser el fill perdut de Baiazet i alliberat pels romans d'Orient. Malgrat les probabilitats, una força considerable s'havia reunit a Europa sota la seva bandera, derrotant els partidaris de Murad II. La furiosa resposta de Murad II va acabar amb ell i, el 1422, El 1422 Murad II va començar un doble atac a l'Imperi Romà d'Orient i mentre el gruix de l'exèrcit otomà va ser enviat a assetjar Constantinoble, el romanent va fer el mateix amb la ciutat de Tessalònica. Manuel va confiar la defensa de la capital a Joan i la de Tessalònica al seu altre fill, Andrònic, que va pactar amb els venecians la defensa, decisió que van aprovar Joan i el seu pare. Joan VIII va demanar consell al seu pare i va incitar una altra rebel·lió donant suport a la reivindicació del germà Murad II, Küçük Mustafà, que es va iniciar a Àsia Menor amb el Setge de Bursa, però després de l'assalt fallit a Constantinoble, Murad es va veure obligat a fer marxa enrere al seu exèrcit i derrotar a Kucuk. Amb aquestes derrotes, els romans d'Orient es van veure obligats una vegada més al vassallatge: 300.000 monedes de plata havien de ser lliurades al sultà com a tribut anualment.

## Caiguda de Constantinoble

Territori restant de l'Imperi Romà a principis del

Els otomans es van enfrontar a nombrosos oponents entre 1424 i 1453. Lligats pel setge de Tessalònica, els otomans van haver de lluitar amb els serbis de Đurađ Branković, els hongaresos de Joan Hunyadi i els albanesos de Skanderbeg. La resistència va culminar en 1444 amb la batalla de Varna, a prop de la mar Negra en la qual els otomans guanyaren una decisiva victòria malgrat que tingueren moltes baixes. El 1446 Hunady va ser designat com a regent del Regne d'Hongria durant la minoria d'edat del jove rei Ladislau el Pòstum i en no renunciar a alliberar els Balcans dels turcs, el setembre de 1448 va organitzar una nova croada a Sèrbia de nou també vençuda per Murat II en la batalla de Kosovo el 18 d'octubre de 1448 i finalment tot Sèrbia fou ocupada pels turcs. Amb Anglaterra i França en les etapes finals de la Guerra dels Cent Anys. Els francesos no volien perdre el seu avantatge en la lluita enviant cavallers i els anglesos no estaven en condicions de fer-ho, els Reis Catòlics es trobaven en la fase final de l'Emirat de Granada i el Sacre Imperi Romanogermànic, Polònia i Hongria havien esgotat els seus efectius a Varna, així que es van esgotar les opcions de salvar Constantinoble.
El 1448 Constantí XI Paleòleg va succeir al seu germà Joan VIII i Mehmet II va succeir Murat II el 1451, i l'emperador romà d'Orient el va amenaçar d'alliberar Orhan Çelebi, pretendent al tro otomà, mentre el karamànida Damad II İbrahim Bey envaïa el territori disputat d'Hamid-Ili. El gran visir va calmar l'Imperi Romà i Sèrbia amb cessions territorials i Mehmet va poder fer una campanya contra Karaman, però quan va arribar a la zona l'emperador va intentar noves concessions amenaçant altre cop amb alliberar Orhan. Mehmet va signar un acord amb Damad II İbrahim Bey i va retornar a la seva capital Edirne i va decidir conquerir Constantinoble, signant abans acords amb la República de Venècia en 10 de setembre de 1451 i Hongria el 20 de novembre de 1451, i construint la fortalesa de Rumelihisarı al Bòsfor 1452 en la riba oposada a la de Anadolu Hisari i així tancant Constantinoble a l'assistència naval externa; A més, un expert hongarès va ser contractat per construir els cànons més potents. Els otomans ja controlaven les terres al voltant de Constantinoble i per això van començar un assalt a la ciutat el 6 d'abril de 1453. Malgrat la unió de les Esglésies catòlica i ortodoxa, els romans d'Orient no van rebre cap ajuda oficial del papa ni d'Europa occidental, a excepció d'un pocs soldats de Venècia i Gènova. Uns 200 catalans participaren en la defensa de la ciutat.
Després de Constantinoble, els otomans van prendre Morea el 1460 i Trebisonda el 1461. Amb la caiguda de Trebisonda va arribar la fi de l'Imperi Romà; la dinastia Paleòloga va continuar sent reconeguda com els emperadors legítims de Constantinoble pels caps coronats d'Europa fins al segle xvi, quan la Reforma, l'amenaça otomana per a Europa i la disminució de l'interès per les croades van obligar les potències europees a reconèixer l'Imperi Otomà com a amos d'Anatòlia i el Llevant. Després de la caiguda de Trebisonda també caigué el Principat de Theodoro el 1475 i el Despotat d'Epir el 1479.